# Saison 1 des Bracelets rouges
Chronologie
Saison 2
Cet article présente les épisodes de la première saison de la série télévisée française Les Bracelets rouges.

## Synopsis
Thomas (Audran Cattin), Clément (Tom Rivoire), Roxanne (Louna Espinosa), Mehdi (Azize Diabaté Abdoulaye), Côme (Marius Blivet) et Sarah (Esther Valding) sont des adolescents atteints d'une maladie qu'ils doivent combattre au quotidien. Ensemble, ils vont vivre à fond leur vie d’adolescent même si elle se déroule à l’hôpital. Ils vont vivre l'amour, les trahisons, les rechutes et guérisons et des épreuves qui vont changer leur vie pour toujours.

## Acteurs principaux
Les acteurs principaux sont : 
- Tom Rivoire : Clément
- Audran Cattin : Thomas
- Azize Diabaté Abdoulaye : Medhi
- Esther Valding : Sarah
- Louna Espinosa : Roxane
- Marius Blivet : Côme

## Liste des épisodes

### Épisode 1:Les Bracelets rouges - Partie 1
- France :  5 février 2018 sur TF1

- France : 5,70 millions de téléspectateurs (22 % de part de marché)

### Épisode 2:Les Bracelets rouges - Partie 2
- France :  5 février 2018 sur TF1

- France : 5,20 millions de téléspectateurs (25,8 % de part de marché)

### Épisode 3:Les Bracelets rouges - Partie 3
- France : 12 février 2018 sur TF1

- France : 5,67 millions de téléspectateurs (21,7 % de part de marché)

### Épisode 4:Les Bracelets rouges - Partie 4
- France : 12 février 2018 sur TF1

- France : 5,49 millions de téléspectateurs (23,4 % de part de marché)

### Épisode 5:Les Bracelets rouges - Partie 5
- France : 19 février 2018 sur TF1

- France : 6,15 millions de téléspectateurs (23,9 % de part de marché)

### Épisode 6:Les Bracelets rouges - Partie 6
- France : 19 février 2018 sur TF1

- France : 5,76 millions de téléspectateurs (27,4 % de part de marché)

## Accueil critique
Lors de la rediffusion de la saison 1 sur TF1 Séries Films, Moustique rappelle le « casting d'excellence » et la « bande-son sans défaut ». Pour le journaliste, c'est « ce qui se fait de mieux en matière de fiction. La preuve avec les audiences : 6 millions de téléspectateurs en moyenne pour la première saison ».